# マイクロメータ

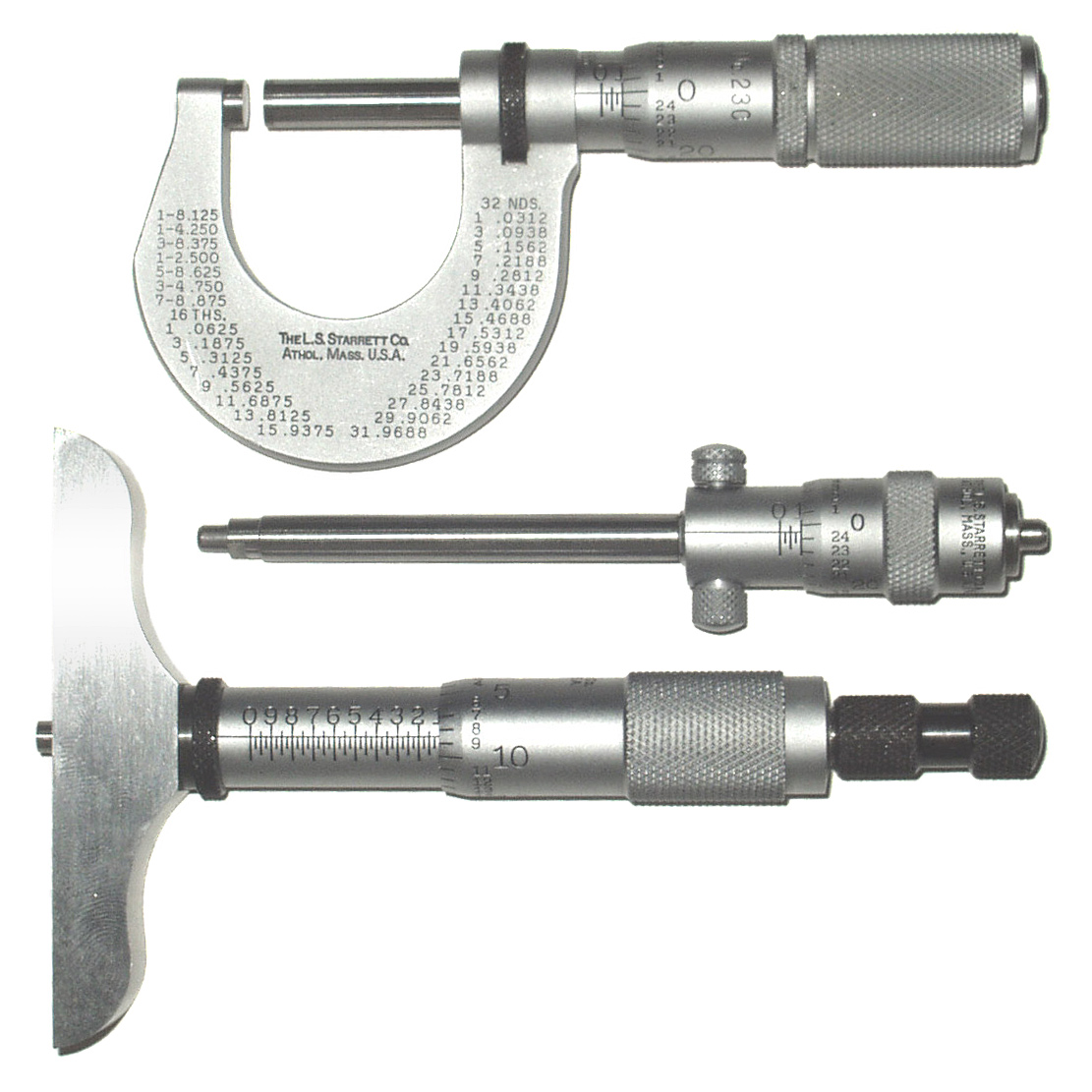
一般的なマイクロメータ

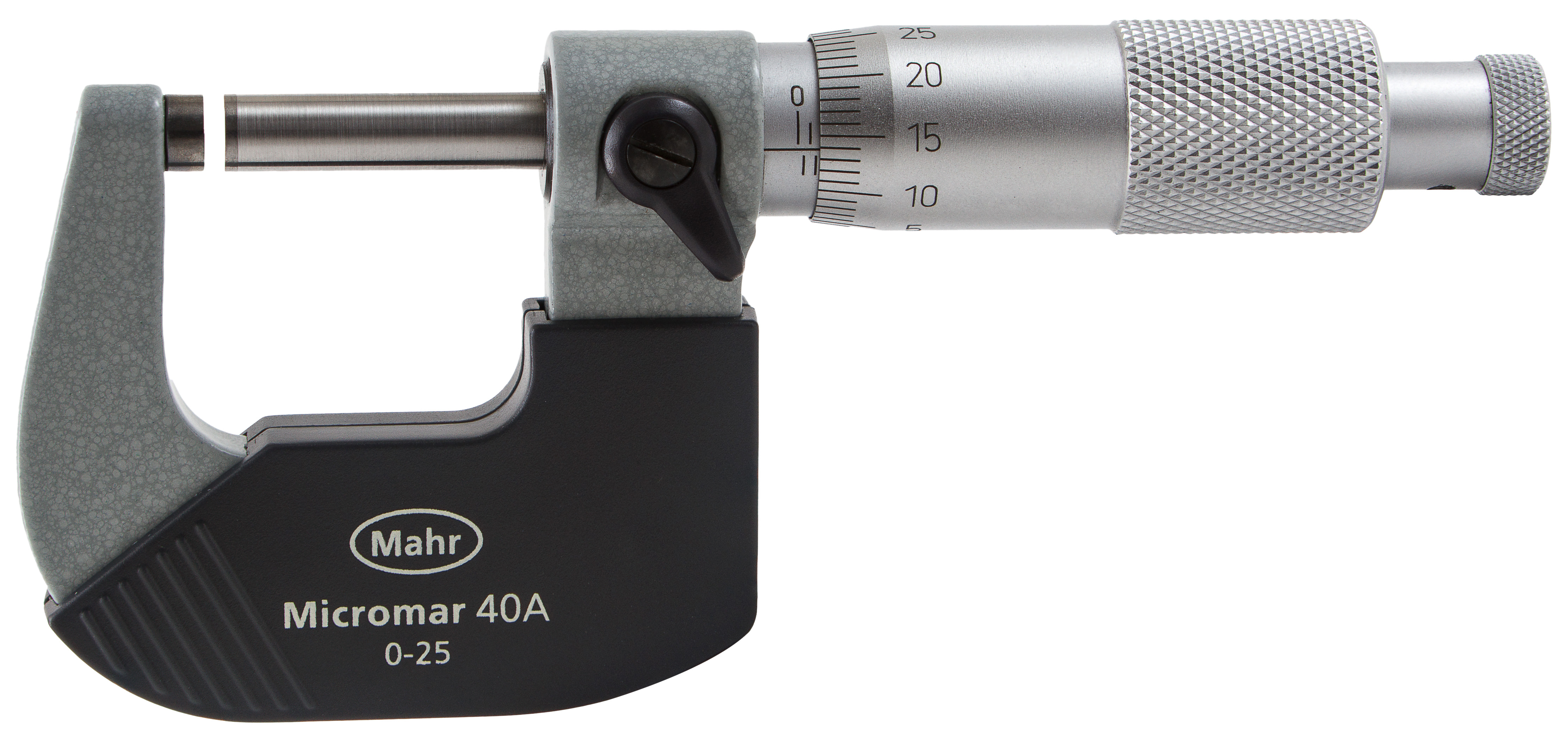
1.640 ± 0.005 mmの読み取りができるマイクロメータ

マイクロメータ（英: micrometer）とは、精密なねじ機構を使って、ねじの回転角に変位を置き換えることによって拡大し、精密な長さの測定に用いる測定器。ノギスよりも精度の高い測定に用いられる。 外径測定用マイクロメーターでは 測定最大値は25 mmごとに決まっている。0 - 25 mm , 25 - 50 mm , 50 - 75 mm , ・・・など。 測定に際して多数回回転しなければならない場合もあり、ノギスのような迅速な測定は行えない。
一般的なものは最小読取り量は0.01 mm。副尺を付けて0.001 mmまで読み取れるマイクロメーターもある。　多くはピッチ0.5 mmのネジにより、一回転で0.5 mmの変位を得るように作られる。周囲を50等分した目盛を刻印すれば一目盛1/100 mmの変位となる。この目盛に副尺を設ければ1/1000 mmの変位を読み取れる。
近年デジタル表示マイクロメーターも容易に入手できる。 機械式 と 電子式デジタル表示マイクロメーターがある。電子式デジタル表示マイクロメーターは電池が切れると測定不可能になるのは欠点であるが読み取りは容易である。
測定圧力の差が測定値に影響することを避けるために一定の圧力で測定を行える定圧機構が設けられている。定圧機構はおおむねラチェットストップ式が採用されている。
いろいろな用途に合わせて、測定先端（回転端をスピンドルと呼ぶ、　外側マイクロメーターでは固定端をアンビルと呼ぶ）の形状などの異なるマイクロメータがある。
特殊な用途では2つのピッチの異なるねじによる差動装置を利用した物もある。一般的には前記0.5 mmピッチのネジを用いている。

マイクロメータのアニメーション

## 測定に際して

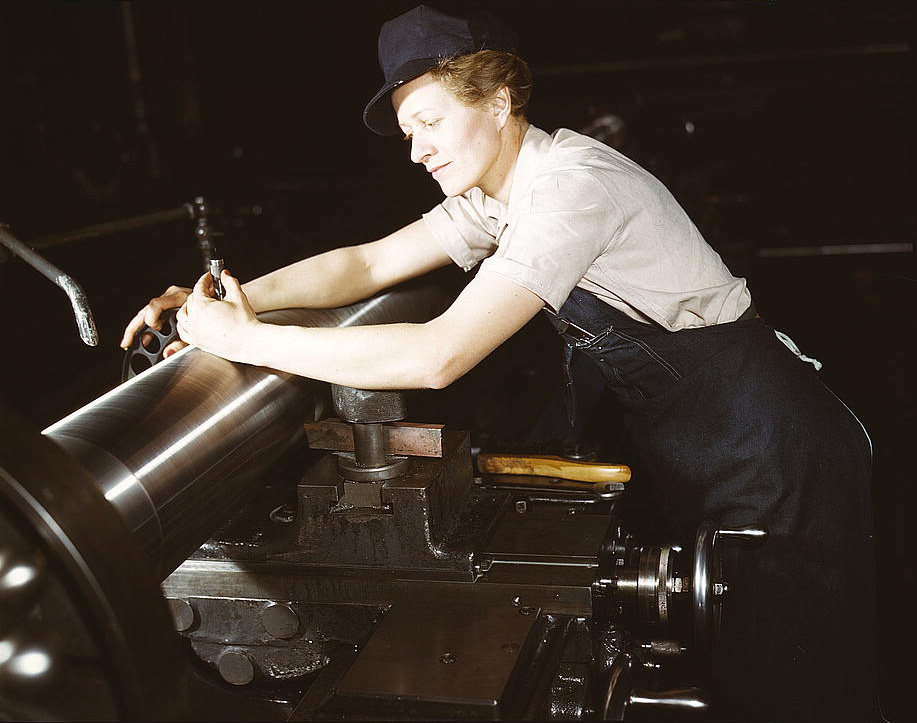
旋盤で加工されたM7戦車砲の砲身を、マイクロメータで計測する女性

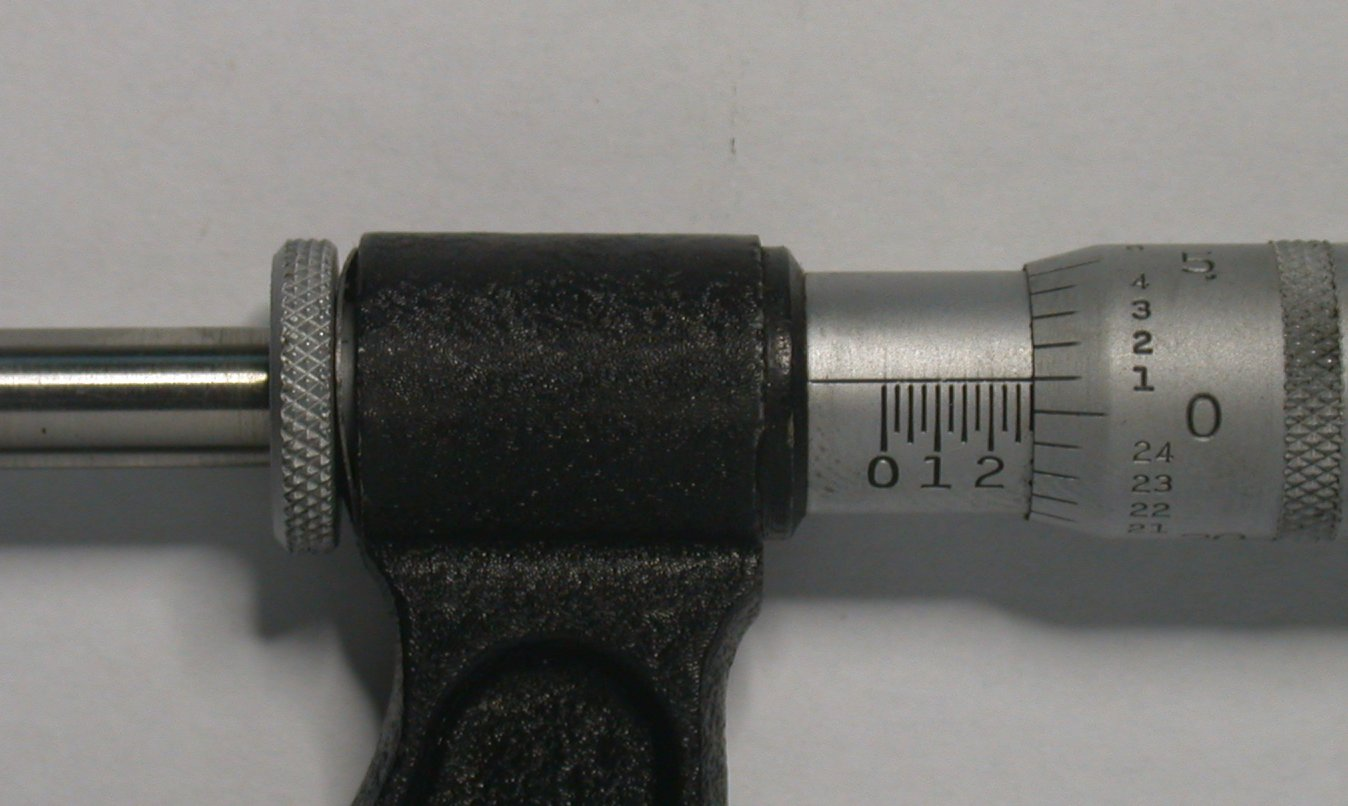
0.2760± 0.0005インチの読み取り値を示すマイクロメータ。

- 測定先端を清浄に。 外形測定に際して、清浄な紙を測定端に挟んで引き抜く[2]。
- 0 - 25 mm用マイクロメーターでは0点で読みも0になるか確認する。大径測定用マイクロメーターでは測定前に標準片で最小値に問題がないかを確認する。0点が合っていない場合には修正する。修正するための引っかけスパナはマイクロメーターに付属している[2]。
- 測定環境と被測定物の温度に配慮する。被測定物の熱膨張は測定結果にただちに影響する[2]。

## 測定対象別のマイクロメータの例
- 外側マイクロメータ（外径の測定）
- 両球マイクロメータ（板厚の測定）
- 内側マイクロメータ（一般的に5 mm以上の内径測定）
- 3点式内側マイクロメータ
- 棒形内側マイクロメータ（大きな内径の測定）
- デプスマイクロメータ（深さ、段差の測定）
- 歯厚マイクロメータ（歯車のまたぎ歯厚の測定）
- ねじマイクロメータ（おねじの有効径の測定）

## 名称と歴史

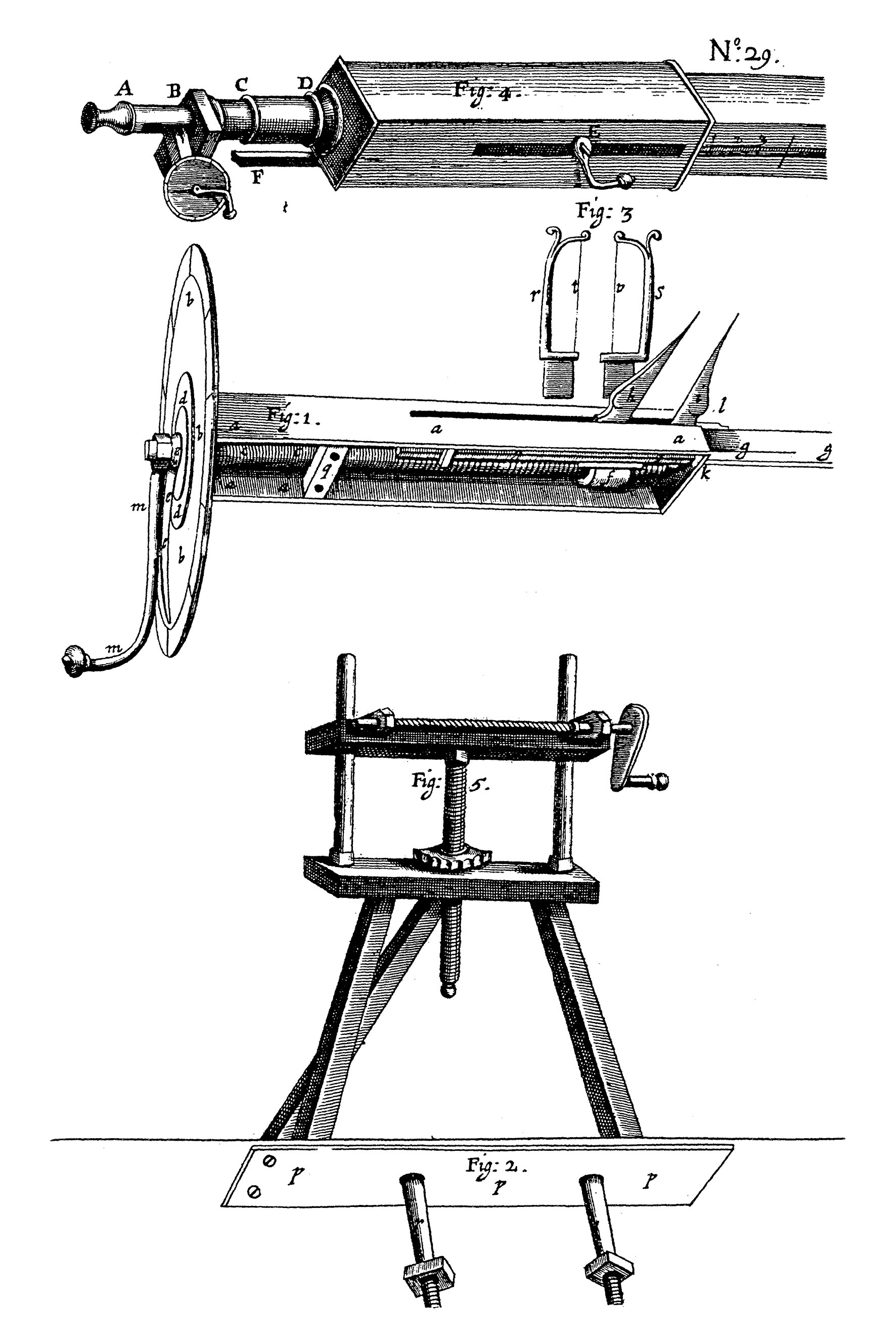
ロバート・フックによって書かれたマイクロメータ（1667年）

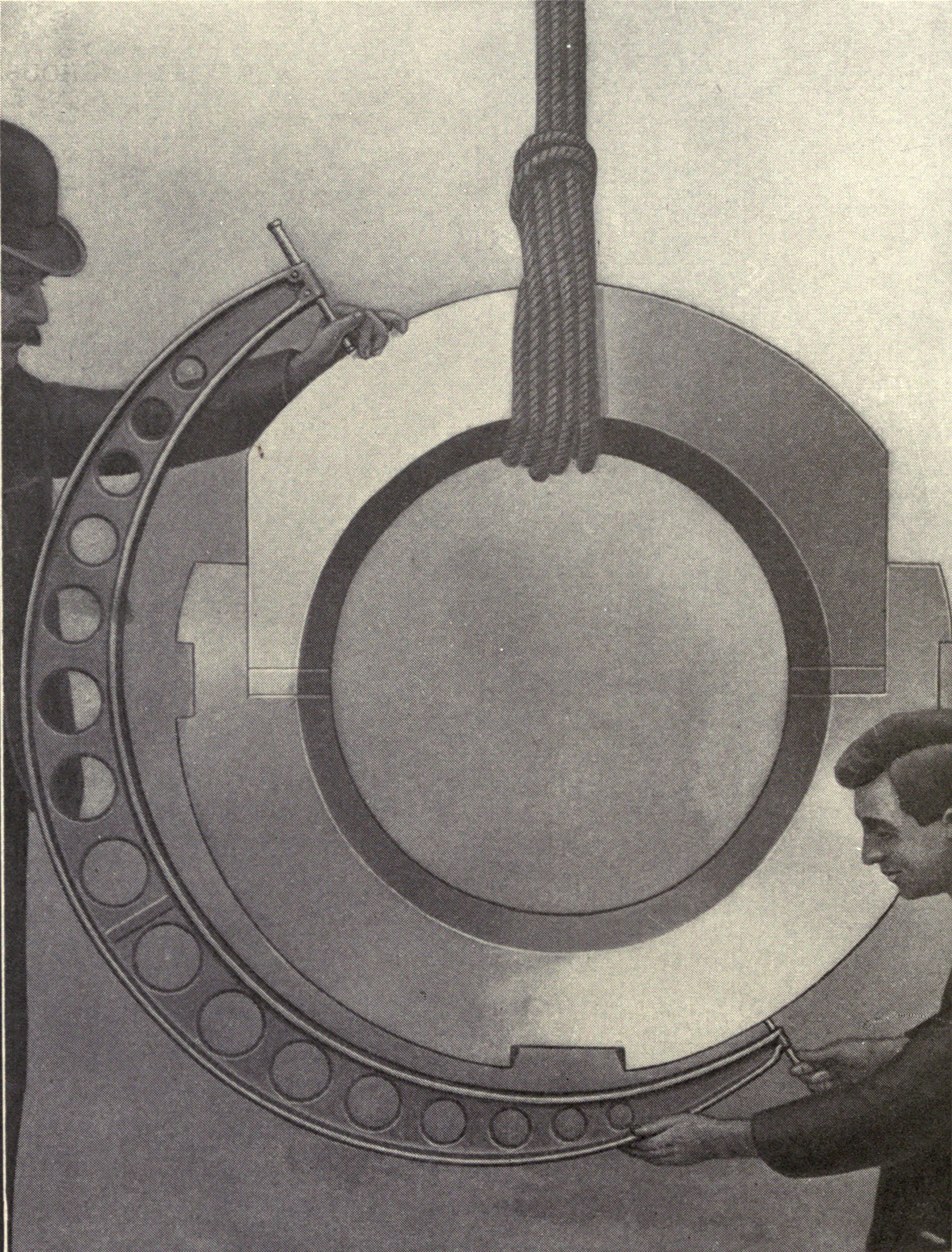
大型マイクロメータキャリパー（1908年）

"micrometer" という単語は、ギリシア語の "micros"（小さい）と "metron"（測定）を組み合わせた造語である。Merriam-Webster Collegiate Dictionary によれば、この単語はフランス語から英語に取り入れられたもので、1670年に初めて用いられたとされている。そのころメートル法もマイクロメートルという単位も存在しなかった。しかし、当時の人々は細かいものを測定する必要に迫られ、またそのような測定法に興味を持っていた。
マイクロメータの原型となるねじの原理を使った測定器具は、ウィリアム・ガスコイン (1612年 - 1644年)がノギスの改良版として発明した。ガスコインは、これを望遠鏡で星と星の角距離や惑星の直径を測定するのに使った。しかし、イングランド内戦が勃発するとガスコインは国王軍に参加し、マーストン・ムーアの戦いで若くして戦死した。
ジェームズ・ワットは1772年、自分用にマイクロメータのような測定器具を作った。ヘンリー・モーズリーは初の実用的なねじ切り旋盤を開発し、マイクロメータの発達に寄与している。また、1805年に自らもマイクロメータ的な器具を発明し「大法官 (Lord Chancellor)」と名付けた。
現在の形のマイクロメータは、パリのジャン・ローラン・パルメール (Jean Laurent Palmer) が1848年に発明している。このため、フランス語ではマイクロメータを palmer、スペイン語では tornillo de Palmer（Palmerのねじ）とも呼ぶ。英語圏では、1867年に Brown & Sharpe がマイクロメータを発売し、広く普及するようになった。1888年、エドワード・モーリーがマイクロメータの精度をさらに高め、複雑な実験でその測定値が正確であることを証明した。

## 確度と精度を上げるには
- マイクロメーターヘッドのネジは高品質でなければならない[7]。
- 雄ねじと雌ネジの良好な嵌合（遊びがないこと）[7]。
- 測定端の仕上げ（平面性、発錆がないこと）[7]。
- 保管の際には測定面に隙間を設ける（気温による熱膨張で歪むことがある）[7]。